# Leszek Niedzicki
Leszek Adrian Niedzicki – doktor habilitowany inżynier nauk technicznych; ekspert w dziedzinie technologii ciała stałego, chemicznych źródeł prądu, elektrochemii układów niewodnych i syntezy organicznej; kierownik zespołu zwycięskiego projektu finansowanego przez Narodowe Centrum Nauki; dowodził 10-letnimi badaniami nad nowym elektrolitem do baterii jonowo-litowych; członek Rady Dyscyplin Naukowych Politechniki Warszawskiej; profesor uczelni w Katedrze Chemii Nieorganicznej Wydziału Chemicznego.

## Życiorys
Stopień doktora uzyskał w 2010 roku za dysertację Charakterystyka nowej generacji elektrolitów opartych na solach pochodnych imidazolu, przygotowaną pod kierunkiem Władysława Wieczorka. Habilitował się w 2019 roku, przedstawiając pracę Zastosowanie organicznych soli litowych jako składników elektrolitów w chemicznych źródłach prądu.

## Wybrane publikacje
- New type of imidazole based salts designed specifically for lithium ion batteries
- Modern generation of polymer electrolytes based on lithium conductive imidazole salts[1]
- Liquid Crystalline Electrolytes Derived from the 1,12-Disubstituted [closo-CB11H12]– Anion[7]